# Prtovč
Prtovč – wieś w Słowenii, w gminie Železniki. W 2018 roku liczyła 20 mieszkańców.